# NEVER ENOUGH (倖田來未の曲)
「NEVER ENOUGH」（ネバーイナフ）は、日本の女性歌手、倖田來未の62枚目のシングルである（ライブ会場・ファンクラブ・配信限定販売）。2017年12月6日にrhythm zoneよりリリースされた。

## 解説
前作「HUSH」より2ヶ月ぶりのリリース。
倖田來未のツアー『KODA KUMI LIVE TOUR 2017 〜W FACE〜』での会場、オフィシャルファンクラブ『倖田組』『playroom』、mu-mo、配信のみ購入できるシングル。
8月、10月、12月に発売予定の三部作連続シングルの第3弾。
ライブDVD及びBlu-ray『KODA KUMI LIVE TOUR 2017 〜W FACE〜』と同時発売。

## 収録曲
1. NEVER ENOUGH [3:17]
作詞：Kumi Koda、MATTHEW TISHLER、PHILIP BENTLEY、AIMEE PROAL
作曲：MATTHEW TISHLER、PHILIP BENTLEY、AIMEE PROAL
2. NEVER ENOUGH -Instrumental- [3:16]

## 収録アルバム
- NEVER ENOUGH
  - 『AND』
  - 『BEST 〜2000-2020〜』(ファンクラブ限定盤)

## 収録ライブ映像
- NEVER ENOUGH
  - 『KODA KUMI LIVE TOUR 2018 -DNA-』(Bonus Footage、ファンクラブ限定盤)